# Ali Hamdi Amin
Ali Hamdi Amin Rabi (arab. علي حمدي أمين ربيع; ur. 20 kwietnia 1995) – egipski zapaśnik walczący w stylu wolnym. Brązowy medalista igrzysk afrykańskich w 2015. Triumfator mistrzostw Afryki w 2015 i 2016. Mistrz arabski w 2014 roku.